# Seznam dílů seriálu Kobra 11
Toto je seznam dílů seriálu Kobra 11. Německý akční kriminální seriál Kobra 11 (v německém originále Alarm für Cobra 11 – Die Autobahnpolizei) premiérově vysílala televizní stanice RTL od roku 1996 do roku 2021.
V roce 2022 se seriál Kobra 11 opět vrací na obrazovky ovšem místo 45 minutových epizod v 90 minutových večerních filmech.

## Přehled řad
| Řada | Díly | Premiéra v Německu | Premiéra v Německu | Premiéra v ČR      | Premiéra v ČR     |
| Řada | Díly | První díl          | Poslední díl       | První díl          | Poslední díl      |
| ---- | ---- | ------------------ | ------------------ | ------------------ | ----------------- |
| 1    | 9    | 12. března 1996    | 7. května 1996     | 29. listopadu 1998 | 19. ledna 1999    |
| 2    | 22   | 11. března 1997    | 18. června 1998    | 26. ledna 1999     | 12. července 1999 |
| 3    | 16   | 1. října 1998      | 6. května 1999     | 8. července 2000   | 27. srpna 2000    |
| 4    | 16   | 16. prosince 1999  | 14. prosince 2000  | 5. září 2000       | 2. ledna 2001     |
| 5    | 17   | 5. dubna 2001      | 11. dubna 2002     | 4. prosince 2001   | 4. ledna 2002     |
| 6    | 17   | 18. dubna 2002     | 10. dubna 2003     | 5. ledna 2003      | 11. května 2003   |
| 7    | 13   | 11. září 2003      | 29. dubna 2004     | 7. září 2003       | 7. prosince 2003  |
| 8    | 15   | 25. března 2004    | 18. listopadu 2004 | 6. prosince 2004   | 27. března 2005   |
| 9    | 16   | 10. února 2005     | 20. dubna 2006     | 26. září 2005      | prosinec 2005     |
| 10   | 16   | 30. března 2006    | 16. listopadu 2006 | 12. února 2007     | 4. června 2007    |
| 11   | 11   | 22. března 2007    | 1. listopadu 2007  | 21. dubna 2008     | 7. července 2008  |
| 12   | 11   | 20. září 2007      | 24. dubna 2008     | 8. prosince 2008   | 23. února 2009    |
| 13   | 15   | 4. září 2008       | 9. dubna 2009      | 2. března 2009     | 25. ledna 2010    |
| 14   | 15   | 3. září 2009       | 22. dubna 2010     | 1. února 2010      | 16. srpna 2011    |
| 15   | 14   | 2. září 2010       | 13. října 2011     | 23. srpna 2011     | 7. května 2013    |
| 16   | 15   | 15. září 2011      | 19. dubna 2012     | 14. května 2013    | 24. září 2013     |
| 17   | 15   | 6. září 2012       | 18. dubna 2013     | 1. října 2013      | 21. dubna 2014    |
| 18   | 14   | 24. října 2013     | 15. května 2014    | 28. dubna 2014     | 25. července 2015 |
| 19   | 15   | 9. října 2014      | 30. dubna 2015     | 1. srpna 2015      | 23. července 2016 |
| 20   | 16   | 10. září 2015      | 26. května 2016    | 30. července 2016  | 15. srpna 2017    |
| 21   | 19   | 1. září 2016       | 18. května 2017    | 16. srpna 2017     | 6. září 2018      |
| 22   | 19   | 14. září 2017      | 10. května 2018    | 7. září 2018       | 22. září 2018     |
| 23   | 18   | 13. září 2018      | 6. června 2019     | 10. září 2019      | 18. září 2019     |
| 24   | 10   | 12. září 2019      | 14. listopadu 2019 | 25. září 2020      | 30. září 2020     |
| 25   | 14   | 20. srpna 2020     | 12. srpna 2021     | 30. září 2020      | 31. října 2021    |
| 26   | 3    | 20. října 2022     | 3. listopadu 2022  | 15. července 2023  | 29. července 2023 |
| 27   | 3    | 8. ledna 2025      | bude oznámeno      | 25. července 2025  | 8. srpna 2025     |
| 28   | 3    | bude oznámeno      | bude oznámeno      | bude oznámeno      | bude oznámeno     |
| 29   | 3    | bude oznámeno      | bude oznámeno      | bude oznámeno      | bude oznámeno     |
| 30   | 3    | bude oznámeno      | bude oznámeno      | bude oznámeno      | bude oznámeno     |
| 31   | 2    | bude oznámeno      | bude oznámeno      | bude oznámeno      | bude oznámeno     |

## Seznam dílů
Seznam je primárně řazen podle produkčního pořadí. Televize RTL však vysílala některé řady v přeházeném pořadí a odlišné řazení bylo použito také při vydání seriálu na DVD.
Tučně označené, jsou pilotní filmy nebo pouze filmy (19 filmů vzniklo). 

### První řada (1996)
| Č. v seriálu | Č. v řadě | Původní název             | Český název            | Režie       | Scénář                                     | Datum premiéry  | Premiéra v ČR      | Natočeno |
| ------------ | --------- | ------------------------- | ---------------------- | ----------- | ------------------------------------------ | --------------- | ------------------ | -------- |
| 1            | 1         | Bomben bei Kilometer 92   | Bomby na 92. kilometru | Leo Zahn    | Claude Cueni                               | 12. března 1996 | 29. listopadu 1998 | 1995     |
| 2            | 2         | Rote Rosen, schwarzer Tod | Rudé růže, černá smrt  | Tomy Wigand | Clementina Hegewisch a Fritz Müller-Scherz | 19. března 1996 | 6. prosince 1998   | 1995     |
| 3            | 3         | Der neue Partner          | Nový parťák            | Peter Vogel | Clementina Hegewisch a Fritz Müller-Scherz | 26. března 1996 | 13. prosince 1998  | 1995     |
| 4            | 4         | Mord und Totschlag        | Vražda a zabití        | Peter Vogel | Clementina Hegewisch a Fritz Müller-Scherz | 2. dubna 1996   | 20. prosince 1998  | 1995     |
| 5            | 5         | Tod bei Tempo 100         | Smrt ve stovce         | Peter Vogel | Clemens Berger a Dirk Külow                | 9. dubna 1996   | 27. prosince 1998  | 1995     |
| 6            | 6         | Der Alte und der Junge    | Stařec a chlapec       | Peter Vogel | Hubert Skolund a Manfred Maurenbrecher     | 16. dubna 1996  | 3. ledna 1999      | 1995     |
| 7            | 7         | Falsches Blaulicht        | Falešní policisté      | Peter Vogel | Clemens Berger                             | 23. dubna 1996  | 5. ledna 1999      | 1995     |
| 8            | 8         | Der Samurai               | Samuraj                | Peter Vogel | Clemens Berger a Thomas Kliche             | 30. dubna 1996  | 12. ledna 1999     | 1995     |
| 9            | 9         | Endstation für alle       | Konečná pro všechny    | Peter Vogel | Clemens Berger                             | 7. května 1996  | 19. ledna 1999     | 1995     |

Postavy
- Ingo Fischer (1.–2. epizoda)
- Frank Stolte
- Semir Gerkhan (3.–9. epizoda)
- Katharina Lamprechtová
- Thomas Rieder
- Markus Bodmer
- Anja Heckendornová
- Jochen Schulte

### Druhá řada (1997–1998)
| Č. v seriálu | Č. v řadě | Původní název         | Český název       | Režie              | Scénář                                     | Datum premiéry     | Premiéra v ČR     | Natočeno |
| ------------ | --------- | --------------------- | ----------------- | ------------------ | ------------------------------------------ | ------------------ | ----------------- | -------- |
| 10           | 1         | Shotgun               | Brokovnice        | Peter Vogel        | Matthias Herbert                           | 25. března 1997    | 26. ledna 1999    | 1996     |
| 11           | 2         | Ausgesetzt            | Nalezenec         | Peter Vogel        | Matthias Herbert                           | 11. března 1997    | 3. února 1999     | 1996     |
| 12           | 3         | Kaltblütig            | Chladnokrevně     | Pete Ariel         | K. M. Majewski                             | 18. března 1997    | 10. února 1999    | 1996     |
| 13           | 4         | Notlandung            | Nouzové přistání  | Pete Ariel         | Clementina Hegewisch a Fritz Müller-Scherz | 1. dubna 1997      | 17. února 1999    | 1996     |
| 14           | 5         | Das Attentat          | Atentát           | Gabriele Heberling | Dieter Tarnowski                           | 8. dubna 1997      | 24. února 1999    | 1996     |
| 15           | 6         | Die verlorene Tochter | Ztracená dcera    | Robert Sigl        | Renate Kampmann                            | 15. dubna 1997     | 3. března 1999    | 1996     |
| 16           | 7         | Rache ist süß         | Pomsta je sladká  | Pete Ariel         | Renate Kampmann a Matthias Herbert         | 18. listopadu 1997 | 10. března 1999   | 1997     |
| 17           | 8         | Bremsversagen         | Selhání brzd      | Pete Ariel         | Matthias Herbert                           | 11. listopadu 1997 | 17. března 1999   | 1997     |
| 18           | 9         | Crash                 | Srážka            | Gabriele Heberling | Norbert Eberlein                           | 14. října 1997     | 24. března 1999   | 1997     |
| 19           | 10        | Kindersorgen          | Dětské starosti   | Gabriele Heberling | Matthias Herbert                           | 28. října 1997     | 31. března 1999   | 1997     |
| 20           | 11        | Generalprobe          | Generální zkouška | Cornelia Dohrn     | David Simmons                              | 21. října 1997     | 7. dubna 1999     | 1997     |
| 21           | 12        | Raubritter            | Loupeživý rytíř   | Cornelia Dohrn     | Matthias Herbert                           | 2. prosince 1997   | 14. dubna 1999    | 1997     |
| 22           | 13        | Volley Stop           | Stop Volej        | Pete Ariel         | Matthias Herbert                           | 16. dubna 1998     | 21. dubna 1999    | 1997     |
| 23           | 14        | Schlag zu!            | Uhoď!             | Pete Ariel         | Matthias Herbert                           | 18. června 1998    | 28. dubna 1999    | 1997     |
| 24           | 15        | Sonnenkinder          | Děti slunce       | Dror Zahavi        | Matthias Herbert                           | 31. března 1998    | 5. května 1999    | 1997     |
| 25           | 16        | Zwischen den Fronten  | Mezi dvěma kameny | Dror Zahavi        | Jochen Wermann a Matthias Herbert          | 14. května 1998    | 12. května 1999   | 1997     |
| 26           | 17        | Faule Äpfel           | Shnilá jablka     | Arend Agthe        | Mike Scheffner a Matthias Simmich          | 4. června 1998     | 19. května 1999   | 1997     |
| 27           | 18        | Kurze Rast            | Krátký oddech     | Arend Agthe        | Matthias Herbert                           | 23. dubna 1998     | 26. května 1999   | 1997     |
| 28           | 19        | Gift                  | Jed               | Hans Schönherr     | David Simmons                              | 7. května 1998     | 2. června 1999    | 1997     |
| 29           | 20        | Tödlicher Ruhm        | Smrtící sláva     | Hans Schönherr     | Kai Hänsel                                 | 7. dubna 1998      | 9. června 1999    | 1997     |
| 30           | 21        | Schnäppchenjäger      | Překupníci        | Helmut Metzger     | Hans Gerd Müller-Welters                   | 28. května 1998    | 16. června 1999   | 1997     |
| 31           | 22        | Leichenwagen          | Pohřební vůz      | Helmut Metzger     | Mike Scheffner a Matthias Simmich          | 30. dubna 1998     | 12. července 1999 | 1997     |

Postavy
- Semir Gerkhan
- André Fux
- Katharina Lamprechtová (1.–6. epizoda)
- Anna Engelhardtová (7.–22. epizoda)
- Regina Christmannová (1.–6. epizoda)
- Andrea Schäferová (7.–22. epizoda)
- Horst „Hotte“ Herzberger
- Manfred Meier-Hofer (1.–6. epizoda)
- Dieter Bonrath (7.–22. epizoda)
- Katrin Schäferová (15. epizoda)
- Hassan Gerkhan (22. epizoda)
- Samira Gerkhanová (22. epizoda)
- strýc Gerkhan (22. epizoda)
- Harry Unger (1. a 14. epizoda)

### Třetí řada (1998–1999)
| Č. v seriálu | Č. v řadě | Původní název          | Český název        | Režie              | Scénář                            | Datum premiéry     | Premiéra v ČR     | Natočeno |
| ------------ | --------- | ---------------------- | ------------------ | ------------------ | --------------------------------- | ------------------ | ----------------- | -------- |
| 32           | 1         | Die letzte Chance      | Poslední šance     | Helmut Metzger     | David Simmons a Matthias Herbert  | 8. října 1998      | 8. července 2000  | 1998     |
| 33           | 2         | Ein Leopard läuft Amok | Tank na zcestí     | Helmut Metzger     | Andreas Föhr a Thomas Letocha     | 1. října 1998      | 10. července 2000 | 1998     |
| 34           | 3         | Die Anhalterin         | Stopařka           | Oren Schmuckler    | David Simmons a Matthias Herbert  | 5. listopadu 1998  | 15. července 2000 | 1998     |
| 35           | 4         | Der tote Zeuge         | Mrtvý svědek       | Oren Schmuckler    | Benedikt Gollhardt                | 12. listopadu 1998 | 17. července 2000 | 1998     |
| 36           | 5         | Tödlicher Sand         | Smrtící písek      | Christoph Eichhorn | Birgit Grosz                      | 15. října 1998     | 22. července 2000 | 1998     |
| 37           | 6         | Im Nebel verschwunden  | Ztracená v mlze    | Diethard Küster    | Iris Anna Otto a Susanne Mischke  | 29. října 1998     | 24. července 2000 | 1998     |
| 38           | 7         | Der Joker              | Žolík              | Diethard Küster    | Matthias Herbert                  | 19. listopadu 1998 | 29. července 2000 | 1998     |
| 39           | 8         | Im Fadenkreuz          | Na mušce           | Diethard Küster    | Raphael Sola-Ferrer               | 22. října 1998     | 31. července 2000 | 1998     |
| 40           | 9         | Brennender Ehrgeiz     | Přehnaná ctižádost | Helmut Metzger     | Enrico Jakob a Matthias Herbert   | 1. dubna 1999      | 5. srpna 2000     | 1998     |
| 41           | 10        | Tödliche Ladung        | Smrtící náklad     | Marc Hertel        | TOPAS Autorenpartnerschaft        | 25. března 1999    | 7. srpna 2000     | 1998     |
| 42           | 11        | Treibstoff             | Benzín             | Helmut Metzger     | Gerhard J. Rekel a Alexander Hahn | 18. března 1999    | 12. srpna 2000    | 1998     |
| 43           | 12        | Taxi 541               | Taxi 541           | Christoph Eichhorn | Matthias Herbert                  | 15. dubna 1999     | 14. srpna 2000    | 1998     |
| 44           | 13        | Schattenkrieger        | Stínový bojovník   | Raoul W. Heimrich  | Lorenz Stassen                    | 8. dubna 1999      | 19. srpna 2000    | 1998     |
| 45           | 14        | Der Richter            | Soudce             | Raoul W. Heimrich  | Matthias Herbert                  | 22. dubna 1999     | 21. srpna 2000    | 1998     |
| 46           | 15        | Der Tod eines Jungen   | Smrt chlapce       | Helmut Metzger     | Uli Tobinsky                      | 29. dubna 1999     | 26. srpna 2000    | 1999     |
| 47           | 16        | Ein einsamer Sieg      | Osamělé vítězství  | Helmut Metzger     | Uli Tobinsky                      | 6. května 1999     | 27. srpna 2000    | 1999     |

Postavy
- Semir Gerkhan
- André Fux
- Anna Engelhardtová
- Andrea Schäferová
- Horst „Hotte“ Herzberger
- Dieter Bonrath
- Salvatore (15-16)
- Carlos Berger (15-16)
- Kessler (15-16)

### Čtvrtá řada (1999–2000)
| Č. v seriálu | Č. v řadě | Původní název          | Český název                 | Režie                 | Scénář                                       | Datum premiéry     | Premiéra v ČR      | Natočeno |
| ------------ | --------- | ---------------------- | --------------------------- | --------------------- | -------------------------------------------- | ------------------ | ------------------ | -------- |
| 48           | 1         | Höllenfahrt auf der A4 | Pekelná jízda na dálnici A4 | Raoul W. Heimrich     | Dieter Tarnowski                             | 16. prosince 1999  | 5. září 2000       | 1999     |
| 49           | 2         | Hase und Igel          | Zajíc a ježek               | Diethard Küster       | Andreas Heckmann a Andreas Schmitz           | 10. února 2000     | 12. září 2000      | 1999     |
| 50           | 3         | Auf der Flucht         | Na útěku                    | Diethard Küster       | Andreas Föhr a Thomas Letocha                | 24. února 2000     | 19. září 2000      | 1999     |
| 51           | 4         | Eine böse Überraschung | Nepříjemné překvapení       | Raoul W. Heimrich     | David Simmons                                | 20. ledna 2000     | 26. září 2000      | 1999     |
| 52           | 5         | Blinde Liebe           | Slepá láska                 | Michael Karen         | Ralf Ruland                                  | 6. ledna 2000      | 3. října 2000      | 1999     |
| 53           | 6         | Tulpen aus Amsterdam   | Tulipány z Amsterodamu      | Matthias Tiefenbacher | Iris Anna Otto a Susanne Mischke             | 13. ledna 2000     | 10. října 2000     | 1999     |
| 54           | 7         | Highway Maniac         | Maniak na dálnici           | Matthias Tiefenbacher | Uli Tobinsky                                 | 17. února 2000     | 17. října 2000     | 1999     |
| 55           | 8         | Janina                 | Janina                      | Michael Schneider     | David Simmons                                | 16. listopadu 2000 | 24. října 2000     | 1999     |
| 56           | 9         | Geheimnisvolle Macht   | Tajemná moc                 | Axel Barth            | Uli Tobinsky                                 | 9. března 2000     | 31. října 2000     | 1999     |
| 57           | 10        | Die Hütte am See       | Chata u jezera              | Stephen Manuel        | Lorenz Stassen                               | 16. března 2000    | 7. listopadu 2000  | 1999     |
| 58           | 11        | Gefährliches Spielzeug | Nebezpečná hra              | Stephen Manuel        | Stefan Dauck a Christian Heider              | 2. března 2000     | 14. listopadu 2000 | 1999     |
| 59           | 12        | Verlorene Erinnerungen | Ztracené vzpomínky          | Raoul W. Heimrich     | Rob Huttinger a David Simmons                | 9. listopadu 2000  | 21. listopadu 2000 | 1999     |
| 60           | 13        | Die schwarze Rose      | Černá růže                  | Raoul W. Heimrich     | Ralf Ruland                                  | 23. března 2000    | 28. listopadu 2000 | 1999     |
| 61           | 14        | Schachmatt             | Mat                         | Axel Barth            | Erdoğan Atalay a Torsten Buchsteiner         | 7. prosince 2000   | 5. prosince 2000   | 2000     |
| 62           | 15        | Schumanns große Chance | Schumannova velká šance     | Axel Barth            | Andreas Heckmann a Andreas Schmitz           | 14. prosince 2000  | 12. prosince 2000  | 2000     |
| 63           | 16        | Der Maulwurf           | Krtek                       | Axel Barth            | Andreas Föhr, Thomas Letocha a David Simmons | 23. listopadu 2000 | 2. ledna 2001      | 2000     |

Postavy
- Semir Gerkhan
- Tom Kranich
- Anna Engelhardtová
- Andrea Schäferová
- Horst „Hotte“ Herzberger
- Dieter Bonrath

### Pátá řada (2001–2002)
| Č. v seriálu | Č. v řadě | Původní název            | Český název           | Režie             | Scénář                             | Datum premiéry     | Prmeiéra v ČR     | Natočeno |
| ------------ | --------- | ------------------------ | --------------------- | ----------------- | ---------------------------------- | ------------------ | ----------------- | -------- |
| 64           | 1         | Todesfahrt der Linie 834 | Jízda smrti linky 834 | Raoul W. Heimrich | Dieter Tarnowski                   | 5. dubna 2001      | 4. prosince 2001  | 2000     |
| 65           | 2         | Schwarze Witwe           | Černá vdova           | Raoul W. Heimrich | Raphael Sola-Ferrer                | 20. prosince 2001  | 5. prosince 2001  | 2000     |
| 66           | 3         | Highspeed                | Rychlost              | Raoul W. Heimrich | Stefan Dauck a Christian Heider    | 6. prosince 2001   | 6. prosince 2001  | 2000     |
| 67           | 4         | Der Rennstall            | Závodní stáj          | Raoul W. Heimrich | Manfred Berger a David Simmons     | 11. dubna 2002     | 7. prosince 2001  | 2000     |
| 68           | 5         | Zwischen allen Stühlen   | Těžká volba           | Raoul W. Heimrich | Hans Gerd Müller-Welters           | 3. května 2001     | 11. prosince 2001 | 2000     |
| 69           | 6         | Fieberträume             | Horečnaté sny         | Carmen Kurz       | Ralf Ruland                        | 12. dubna 2001     | 12. prosince 2001 | 2000     |
| 70           | 7         | Crash Kommerz            | Obchod se smrtí       | Carmen Kurz       | Ekki Voigt a David Simmons         | 10. května 2001    | 13. prosince 2001 | 2000     |
| 71           | 8         | Liebe bis in den Tod     | Láska až za hrob      | Axel Barth        | Ralf Ruland                        | 31. května 2001    | 14. prosince 2001 | 2000     |
| 72           | 9         | Tina und Aysim           | Tina a Aysim          | Axel Barth        | David Simmons                      | 22. listopadu 2001 | 18. prosince 2001 | 2000     |
| 73           | 10        | Ehrensache               | Věc cti               | Axel Barth        | Andreas Heckmann a Andreas Schmitz | 4. dubna 2002      | 19. prosince 2001 | 2000     |
| 74           | 11        | Tod aus dem Motor        | Smrt z motoru         | Axel Barth        | Uli Tobinsky                       | 19. dubna 2001     | 20. prosince 2001 | 2000     |
| 75           | 12        | Falsches Spiel           | Falešná hra           | Carmen Kurz       | Ralf Ruland                        | 21. března 2002    | 21. prosince 2001 | 2000     |
| 76           | 13        | Doppelter Albtraum       | Zlý sen               | Carmen Kurz       | Anni Grossmann                     | 15. listopadu 2001 | 25. prosince 2001 | 2000     |
| 77           | 14        | Feindliche Brüder        | Znepřátelení bratři   | Axel Barth        | Arne Nolting a Martin Scharf       | 13. prosince 2001  | 26. prosince 2001 | 2001     |
| 78           | 15        | Schmölders Traum         | Schmölderův sen       | Axel Barth        | Ralf Ruland                        | 8. listopadu 2001  | 27. prosince 2001 | 2001     |
| 79           | 16        | Kurzes Glück             | Krátké štěstí         | Raoul W. Heimrich | David Simmons                      | 28. března 2002    | 28. prosince 2001 | 2001     |
| 80           | 17        | Truckstop                | Bistro TruckStop      | Raoul W. Heimrich | Stefan Dauck a Christian Heider    | 14. března 2002    | 4. ledna 2002     | 2001     |

Postavy
- Semir Gerkhan
- Tom Kranich
- Anna Engelhardtová
- Andrea Schäferová
- Horst „Hotte“ Herzberger
- Dieter Bonrath
- Nadja Kranichová (5. ep.)

### Šestá řada (2002–2003)
| Č. v seriálu | Č. v řadě | Původní název              | Český název         | Režie             | Scénář                             | Datum premiéry    | Premiéra v ČR   | Natočeno |
| ------------ | --------- | -------------------------- | ------------------- | ----------------- | ---------------------------------- | ----------------- | --------------- | -------- |
| 81           | 1         | Hetzjagd                   | Štvanice            | Raoul W. Heimrich | Ralf Ruland                        | 5. září 2002      | 5. ledna 2003   | 2001     |
| 82           | 2         | Der Kleine                 | Chlapec             | Carmen Kurz       | Andreas Heckmann a Andreas Schmitz | 18. dubna 2002    | 12. ledna 2003  | 2001     |
| 83           | 3         | Wehrlos                    | Bezbranná           | Carmen Kurz       | Nick Ickx a Stefan Sasse           | 26. září 2002     | 19. ledna 2003  | 2001     |
| 84           | 4         | Im Kreuzfeuer              | V křížové palbě     | Axel Barth        | Markus Müller                      | 19. září 2002     | 26. ledna 2003  | 2001     |
| 85           | 5         | Schwarze Schafe            | Černé ovce          | Axel Barth        | Elke Schilling a Thomas Schwank    | 25. dubna 2002    | 2. února 2003   | 2001     |
| 86           | 6         | Späte Rache                | Opožděná pomsta     | Raoul W. Heimrich | Andreas Heckmann a Andreas Schmitz | 7. listopadu 2002 | 9. února 2003   | 2001     |
| 87           | 7         | Black Out                  | Výpadek paměti      | Raoul W. Heimrich | Markus Hoffmann                    | 2. května 2002    | 16. února 2003  | 2001     |
| 88           | 8         | Vater und Sohn             | Otec a syn          | Holger Gimpel     | Andreas Heckmann a Andreas Schmitz | 24. října 2002    | 23. února 2003  | 2001     |
| 89           | 9         | Verraten und verkauft      | Zrada               | Sebastian Vigg    | Stefan Dauck a Christian Heider    | 27. března 2003   | 2. března 2003  | 2001     |
| 90           | 10        | Bis zum bitteren Ende      | Až do hořkého konce | Carmen Kurz       | Lorenz Stassen                     | 10. října 2002    | 9. března 2003  | 2001     |
| 91           | 11        | Tod eines Reporters        | Smrt novináře       | Carmen Kurz       | Stefan Dauck a Christian Heider    | 13. března 2003   | 16. března 2003 | 2001     |
| 92           | 12        | Tödliche Kunst             | Modré období        | Sebastian Vigg    | Frank Koopmann a Jeanet Pfitzer    | 12. září 2002     | 23. března 2003 | 2001     |
| 93           | 13        | Der perfekte Mord          | Dokonalá vražda     | Sebastian Vigg    | Elke Schilling                     | 17. října 2002    | 30. března 2003 | 2001     |
| 94           | 14        | Ein tiefer Fall            | Hluboký pád         | Holger Gimpel     | Andreas Heckmann a Andreas Schmitz | 20. března 2003   | 6. dubna 2003   | 2002     |
| 95           | 15        | Die Clique                 | Parta               | Holger Gimpel     | Stefan Dauck a Christian Heider    | 31. října 2002    | 13. dubna 2003  | 2002     |
| 96           | 16        | Schatten der Vergangenheit | Stíny minulosti     | Carmen Kurz       | Uli Tobinsky                       | 3. dubna 2003     | 27. dubna 2003  | 2002     |
| 97           | 17        | Abschied                   | Rozloučení          | Carmen Kurz       | Andreas Heckmann a Andreas Schmitz | 10. dubna 2003    | 11. května 2003 | 2002     |

Postavy
- Semir Gerkhan
- Tom Kranich
- Anna Engelhardtová
- Andrea Schäferová
- Horst „Hotte“ Herzberger
- Dieter Bonrath
- Kai-Uwe Schröder (1. epizoda)
- Erkan Düc (7. epizoda)
- Jochen Bonrath (8. epizoda)
- Elena Krügerová (16.–17. epizoda)
- Leon Zürs (16.–17. epizoda)
- Harald Reuter (16.–17. epizoda)

### Sedmá řada (2003–2004)
| Č. v seriálu | Č. v řadě | Původní název     | Český název        | Režie             | Scénář                             | Datum premiéry  | Premiéra v ČR      | Natočeno |
| ------------ | --------- | ----------------- | ------------------ | ----------------- | ---------------------------------- | --------------- | ------------------ | -------- |
| 98           | 1         | Feuertaufe        | Křest ohněm        | Raoul W. Heimrich | Frank Koopmann a Roland Heep       | 11. září 2003   | 7. září 2003       | 2002     |
| 99           | 2         | Falsche Signale   | Falešné signály    | Raoul W. Heimrich | David Simmons                      | 18. září 2003   | 14. září 2003      | 2002     |
| 100          | 3         | Countdown         | Countdown          | Raoul W. Heimrich | Ingo Regenbogen a Horst Wieschen   | 23. října 2003  | 21. září 2003      | 2002     |
| 101          | 4         | Heinrich und Paul | Heinrich a Paul    | Holger Gimpel     | Andreas Heckmann a Andreas Schmitz | 1. dubna 2004   | 5. října 2003      | 2002     |
| 102          | 5         | Undercover        | V utajení          | Holger Gimpel     | Frank Koopmann a Jeanet Pfitzer    | 29. dubna 2004  | 12. října 2003     | 2002     |
| 103          | 6         | Tödliche Fracht   | Smrtonosná zásilka | Axel Barth        | Markus Hoffmann                    | 2. října 2003   | 19. října 2003     | 2002     |
| 104          | 7         | Der Aufprall      | Náraz              | Axel Barth        | Lorenz Stassen                     | 9. října 2003   | 26. října 2003     | 2002     |
| 105          | 8         | Familienbande     | Rodinný gang       | Carmen Kurz       | Ralf Ruland                        | 25. září 2003   | 2. listopadu 2003  | 2002     |
| 106          | 9         | Leichte Beute     | Lehká kořist       | Carmen Kurz       | Elke Schilling                     | 18. března 2004 | 9. listopadu 2003  | 2002     |
| 107          | 10        | Sabotage          | Sabotáž            | Holger Gimpel     | Ingo Regenbogen a Horst Wieschen   | 8. dubna 2004   | 16. listopadu 2003 | 2002     |
| 108          | 11        | Rock ´n Roll      | Rock 'n' Roll      | Holger Gimpel     | Andreas Heckmann a Andreas Schmitz | 16. října 2003  | 23. listopadu 2003 | 2002     |
| 109          | 12        | Gegen die Zeit    | Závod s časem      | Sebastian Vigg    | Frank Koopmann a Jeanet Pfitzer    | 18. září 2003   | 30. listopadu 2003 | 2003     |
| 110          | 13        | Der Detektiv      | Soukromé očko      | Sebastian Vigg    | Ralf Ruland                        | 30. října 2003  | 7. prosince 2003   | 2003     |

Postavy
- Semir Gerkhan
- Jan Richter
- Anna Engelhardtová
- Andrea Schäferová
- Horst „Hotte“ Herzberger
- Dieter Bonrath
- Hartmut Freund (1. epizoda)
- Kai-Uwe Schröder (13. epizoda)
- Dr. Keilová (6. a 7. epizoda)
- Joseph Tscherne (1. epizoda)
- Katja Baumeisterová (1. epizoda)
- Lilly Baumeisterová (1. epizoda)

### Osmá řada (2004)
| Č. v seriálu | Č. v řadě | Původní název        | Český název         | Režie          | Scénář                             | Datum premiéry     | Premiéra v ČR     | Natočeno |
| ------------ | --------- | -------------------- | ------------------- | -------------- | ---------------------------------- | ------------------ | ----------------- | -------- |
| 111          | 1         | Für immer und ewig   | Na věky věků        | Sebastian Vigg | Frank Koopmann a Roland Heep       | 9. září 2004       | 6. prosince 2004  | 2003     |
| 112          | 2         | Falsche Freundschaft | Falešné přátelství  | Carmen Kurz    | Elke Schilling                     | 11. listopadu 2004 | 13. prosince 2004 | 2003     |
| 113          | 3         | Im Visier des Todes  | Na mušce            | Carmen Kurz    | Markus Hoffmann                    | 8. dubna 2004      | 20. prosince 2004 | 2003     |
| 114          | 4         | Ohne Ausweg          | Bezvýchodná situace | Axel Barth     | Lorenz Stassen                     | 25. března 2004    | 27. prosince 2004 | 2003     |
| 115          | 5         | Freunde in Not       | Přátelé v nouzi     | Axel Barth     | Andreas Heckmann a Andreas Schmitz | 23. září 2004      | 3. ledna 2005     | 2003     |
| 116          | 6         | Die Zeugin           | Svědkyně            | Holger Gimpel  | Jörg Schnittger a Sven Ulrich      | 13. května 2004    | 10. ledna 2005    | 2003     |
| 117          | 7         | Die Todesliste       | Seznam smrti        | Holger Gimpel  | Ralf Ruland                        | 22. dubna 2004     | 17. ledna 2005    | 2003     |
| 118          | 8         | Muttertag            | Svátek matek        | Axel Barth     | Jörg Alberts a Roland Heep         | 28. října 2004     | 24. ledna 2005    | 2003     |
| 119          | 9         | Gnadenlos            | Nemilosrdně         | Axel Barth     | David Simmons a Jeanet Pfitzer     | 4. listopadu 2004  | 31. ledna 2005    | 2003     |
| 120          | 10        | Vertrauter Feind     | Zhrzená láska       | Carmen Kurz    | Elke Schilling                     | 6. května 2004     | 7. února 2005     | 2003     |
| 121          | 11        | Extrem               | Extrém              | Carmen Kurz    | Ingo Regenbogen a Horst Wieschen   | 18. listopadu 2004 | 14. února 2005    | 2003     |
| 122          | 12        | Showdown             | Kdo s koho          | Axel Sand      | Ralf Ruland                        | 30. září 2004      | 21. února 2005    | 2003     |
| 123          | 13        | Feuer und Flamme     | Pes a kočka         | Axel Sand      | Ingo Regenbogen a Horst Wieschen   | 14. října 2004     | 28. února 2005    | 2003     |
| 124          | 14        | Um jeden Preis       | Za každou cenu      | Sebastian Vigg | Christian Heider a Alexander Kraus | 16. září 2004      | 6. března 2005    | 2004     |
| 125          | 15        | Wer Wind sät…        | Kdo seje vítr…      | Sebastian Vigg | Markus Hoffmann                    | 7. října 2004      | 27. března 2005   | 2004     |

Postavy
- Semir Gerkhan
- Jan Richter
- Anna Engelhardtová
- Andrea Gerkhanová
- Horst „Hotte“ Herzberger
- Dieter Bonrath
- Hartmut Freund
- Kai-Uwe Schröder (1.–2., 7., 9., 12.–13. epizoda)
- Jochen Bonrath (2. epizoda)
- Isolde Maria Schrankmannová (9. a 15. epizoda)
- Joseph Tscherne (1. epizoda)
- Margot Schäfferová (1. epizoda)
- Hans-Hubert Schäfer (1. epizoda)
- Elfriede Herzbergerová (8. epizoda)

### Devátá řada (2005–2006)
| Č. v seriálu | Č. v řadě | Původní název        | Český název       | Režie             | Scénář                             | Datum premiéry  | Natočeno |
| ------------ | --------- | -------------------- | ----------------- | ----------------- | ---------------------------------- | --------------- | -------- |
| 126          | 1         | Comeback             | Návrat            | Sebastian Vigg    | Ingo Regenbogen a Horst Wieschen   | 10. února 2005  | 2004     |
| 127          | 2         | Feindliche Übernahme | Tvrdý business    | Carmen Kurz       | Christian Heider a Alexander Kraus | 17. března 2005 | 2004     |
| 128          | 3         | Heldentage           | Hrdinské dny      | Carmen Kurz       | Ingo Regenbogen a Horst Wieschen   | 24. února 2005  | 2004     |
| 129          | 4         | Der Kommissar        | Komisař           | Axel Sand         | Ralf Ruland                        | 17. února 2005  | 2004     |
| 130          | 5         | Fieber               | Horečka           | Axel Sand         | Frank Koopmann a Jeanet Pfitzer    | 13. dubna 2006  | 2004     |
| 131          | 6         | Notwehr              | Sebeobrana        | Axel Barth        | Lorenz Stassen                     | 22. září 2005   | 2004     |
| 132          | 7         | Jäger und Gejagte    | Pašeráci zvířat   | Axel Barth        | Andreas Heckmann a Andreas Schmitz | 10. března 2005 | 2004     |
| 133          | 8         | Feueralarm           | Požární poplach   | Raoul W. Heimrich | Sven Ulrich a Jörg Schnittger      | 31. března 2005 | 2004     |
| 134          | 9         | Hochspannung         | Vysoké napětí     | Raoul W. Heimrich | Markus Hoffmann                    | 3. března 2005  | 2004     |
| 135          | 10        | Explosiv             | Výbušnina         | Sebastian Vigg    | Markus Hoffmann                    | 24. března 2005 | 2004     |
| 136          | 11        | Auf der Jagd         | Na lovu           | Raoul W. Heimrich | Ingo Regenbogen a Horst Wieschen   | 6. října 2005   | 2004     |
| 137          | 12        | Am Abgrund           | Nad propastí      | Raoul W. Heimrich | Arne Nolting a Martin Scharf       | 6. dubna 2006   | 2004     |
| 138          | 13        | Zivilcourage         | Osobní statečnost | Sebastian Vigg    | Elke Schilling                     | 29. září 2005   | 2004     |
| 139          | 14        | Brennpunkt: Autobahn | Axel a Marko      | Sebastian Vigg    | Christian Heider a Alexander Kraus | 15. září 2005   | 2004     |
| 140          | 15        | Außer Kontrolle      | Ztráta kontroly   | Axel Barth        | Sven Ulrich                        | 20. dubna 2006  | 2005     |
| 141          | 16        | Kleine Schwester     | Sestřička         | Axel Barth        | Frank Koopmann a Jeanet Pfitzer    | 20. října 2005  | 2005     |

Postavy
- Semir Gerkhan
- Tom Kranich
- Anna Engelhardtová
- Andrea Gerkhanová
- Horst „Hotte“ Herzberger
- Dieter Bonrath
- Hartmut Freund
- Kai-Uwe Schröder (1., 8. a 13. epizoda)
- Jochen Bonrath (13. epizoda)
- Isolde Maria Schrankmannová (16. epizoda)
- Christina Engelhardtová (16. epizoda)

### Desátá řada (2006)
| Č. v seriálu | Č. v řadě | Původní název          | Český název                  | Režie          | Scénář                             | Datum premiéry     | Natočeno |
| ------------ | --------- | ---------------------- | ---------------------------- | -------------- | ---------------------------------- | ------------------ | -------- |
| 142          | 1         | Kein Weg zurück        | Není cesty zpátky            | Carmen Kurz    | Michael Krause                     | 27. dubna 2006     | 2005     |
| 143          | 2         | Unter Verdacht         | Podezření                    | Carmen Kurz    | Arne Nolting a Martin Scharf       | 30. března 2006    | 2005     |
| 144          | 3         | Flashback              | Záblesk                      | Carmen Kurz    | Ingo Regenbogen a Horst Wieschen   | 11. května 2006    | 2005     |
| 145          | 4         | Vertrauenssache        | Věc důvěry                   | Carmen Kurz    | Roland Heep a Jeanet Pfitzer       | 7. září 2006       | 2005     |
| 146          | 5         | Unter Feuer            | Pod palbou                   | Axel Barth     | Ingo Regenbogen a Horst Wieschen   | 18. května 2006    | 2005     |
| 147          | 6         | Frankie                | Frankie                      | Axel Barth     | Andreas Schmitz                    | 19. října 2006     | 2005     |
| 148          | 7         | Der letzte Coup        | Poslední velká rána          | Sebastian Vigg | Michael Krause                     | 2. listopadu 2006  | 2005     |
| 149          | 8         | Das Versprechen        | Slib                         | Sebastian Vigg | Ralf Ruland                        | 26. října 2006     | 2005     |
| 150          | 9         | Volles Risiko          | Plné riziko                  | Heinz Dietz    | Lorenz Stassen                     | 7. září 2006       | 2005     |
| 151          | 10        | Der Fahrer             | Řidič                        | Ed Ehrenberg   | Mike Bäuml                         | 9. listopadu 2006  | 2005     |
| 152          | 11        | Im Angesicht des Todes | Tváří v tvář smrti           | Axel Barth     | Arne Nolting a Martin Scharf       | 14. září 2006      | 2005     |
| 153          | 12        | Hals- und Beinbruch    | Lepší zlomená noha nežli vaz | Axel Barth     | Andreas Heckmann a Andreas Schmitz | 16. listopadu 2006 | 2005     |
| 154          | 13        | Die zweite Chance      | Druhá šance                  | Axel Sand      | Michael Krause                     | 12. října 2006     | 2005     |
| 155          | 14        | Tödliche Bewährung     | Drsná podmínka               | Axel Sand      | Michael Krause                     | 28. září 2006      | 2005     |
| 156          | 15        | Lauras Entscheidung    | Lauřino rozhodnutí           | Axel Barth     | Elke Schilling                     | 21. září 2006      | 2006     |
| 157          | 16        | Freundschaft           | Přátelství                   | Axel Barth     | Arne Nolting a Martin Scharf       | 5. října 2006      | 2006     |

Postavy
- Semir Gerkhan
- Tom Kranich
- Anna Engelhardtová
- Andrea Gerkhanová (1–3)
- Petra Schubertová (3–16)
- Horst „Hotte“ Herzberger
- Dieter Bonrath
- Hartmut Freund
- Kai-Uwe Schröder (8)
- Isolde Maria Schrankmannová (5)
- Frank Kranich (6)
- Nadja Kranichová (6)

### Jedenáctá řada (2007)
| Č. v seriálu | Č. v řadě | Původní název       | Český název          | Režie          | Scénář                       | Datum premiéry    | Natočeno |
| ------------ | --------- | ------------------- | -------------------- | -------------- | ---------------------------- | ----------------- | -------- |
| 158          | 1         | Auf Leben und Tod   | Na život a na smrt   | Axel Barth     | Arne Nolting a Martin Scharf | 22. března 2007   | 2006     |
| 159          | 2         | In bester Absicht   | V nejlepším úmyslu   | Heinz Dietz    | Michael Krause               | 29. března 2007   | 2006     |
| 160          | 3         | Nemesis             | Přízraky minulosti   | Axel Sand      | Lorenz Stassen               | 5. dubna 2007     | 2006     |
| 161          | 4         | Stunde der Wahrheit | Hodina pravdy        | Axel Sand      | Ralf Ruland                  | 25. října 2007    | 2006     |
| 162          | 5         | Der Staatsanwalt    | Státní návladní      | Axel Sand      | Lorenz Stassen               | 26. dubna 2007    | 2006     |
| 163          | 6         | Ausgeliefert        | V moci únosců        | Axel Sand      | Ralf Ruland                  | 11. října 2007    | 2006     |
| 164          | 7         | Die Partner         | Parťáci              | Sebastian Vigg | Klaus Jochmann               | 12. dubna 2007    | 2006     |
| 165          | 8         | Schuld und Sühne    | Vina a trest         | Sebastian Vigg | Elke Schilling               | 10. května 2007   | 2006     |
| 166          | 9         | Familiensache       | Rodinná záležitost   | Sebastian Vigg | Michael Krause               | 1. listopadu 2007 | 2006     |
| 167          | 10        | Todfeinde           | Smrtelní nepřátelé   | Heinz Dietz    | Christian Heider             | 3. května 2007    | 2006     |
| 168          | 11        | Gegen jede Regel    | Proti všem pravidlům | Axel Sand      | Horst Wieschen               | 19. dubna 2007    | 2006     |

Postavy
- Semir Gerkhan
- Chris Ritter
- Anna Engelhardtová
- Tom Kranich (1)
- Petra Schubertová (1)
- Susanna Königová
- Horst „Hotte“ Herzberger
- Dieter Bonrath
- Hartmut Freund
- Andrea Gerkhanová (1–2 a 5)
- Isolde Maria Schrankmannová (1 a 11)
- Bea Ritterová (2, 3 a 8. ep.)
- Frederic Ritter (2 a 8. ep.)
- Kathrin Ritterová (2 a  8. ep.)

### Dvanáctá řada (2007–2008)
| Č. v seriálu | Č. v řadě | Původní název          | Český název         | Režie            | Scénář                       | Datum premiéry  | Natočeno |
| ------------ | --------- | ---------------------- | ------------------- | ---------------- | ---------------------------- | --------------- | -------- |
| 169          | 1         | Stadt in Angst         | Město v ohrožení    | Axel Sand        | Arne Nolting a Martin Scharf | 13. března 2008 | 2007     |
| 170          | 2         | Alte Schule            | Stará škola         | Sebastian Vigg   | Mike Bäuml                   | 18. října 2007  | 2007     |
| 171          | 3         | Infarkt                | Infarkt             | Sebastian Vigg   | Frank Koopmann a Roland Heep | 27. září 2007   | 2007     |
| 172          | 4         | Entführt               | Únos                | Sebastian Vigg   | Arne Nolting a Martin Scharf | 20. září 2007   | 2007     |
| 173          | 5         | Rattennest             | Krysí hnízdo        | Heinz Dietz      | Ralf Ruland                  | 4. října 2007   | 2007     |
| 174          | 6         | Totalverlust           | Stoprocentní ztráta | Heinz Dietz      | Arne Nolting a Martin Scharf | 10. dubna 2008  | 2007     |
| 175          | 7         | Inkasso                | Vymahač             | Heinz Dietz      | Lorenz Stassen               | 20. března 2008 | 2007     |
| 176          | 8         | Auge um Auge           | Oko za oko          | Christian Theede | Stefan Dauck                 | 27. března 2008 | 2007     |
| 177          | 9         | Exodus                 | Exodus              | Heinz Dietz      | Michael Krause               | 17. dubna 2008  | 2007     |
| 178          | 10        | Leben und leben lassen | Žít a nechat žít    | Heinz Dietz      | Christian Heider             | 3. dubna 2008   | 2007     |
| 179          | 11        | Unter Feinden          | Mezi nepřáteli      | Christian Theede | Horst Wieschen               | 24. dubna 2008  | 2007     |

Postavy
- Semir Gerkhan
- Chris Ritter
- Anna Engelhardtová
- Susanna Königová
- Horst „Hotte“ Herzberger
- Dieter Bonrath
- Hartmut Freund
- Andrea Gerkhanová (1, 3, 8 a 11)
- Kathrin Ritterová (1 a 4)
- Norbert Köning (5)
- Janine Ritterová (10)
- Sander Kalvus (11)

### Třináctá řada (2008–2009)
| Č. v seriálu | Č. v řadě | Původní název        | Český název          | Režie          | Scénář                           | Datum premiéry  | Natočeno |
| ------------ | --------- | -------------------- | -------------------- | -------------- | -------------------------------- | --------------- | -------- |
| 180          | 1         | Auf eigene Faust     | Na vlastní pěst      | Axel Sand      | Arne Nolting a Martin Scharf     | 4. září 2008    | 2008     |
| 181          | 2         | Wer einmal lügt…     | Kdo jednou lže…      | Sebastian Vigg | Ralf Ruland                      | 9. října 2008   | 2008     |
| 182          | 3         | Rabenmutter          | Krkavčí matka        | Sebastian Vigg | Andreas Heckmann                 | 18. září 2008   | 2008     |
| 183          | 4         | Unter Druck          | Pod tlakem           | Heinz Dietz    | Horst Wieschen                   | 2. října 2008   | 2008     |
| 184          | 5         | Schattenmann         | Muž v pozadí         | Heinz Dietz    | Horst Wieschen                   | 25. září 2008   | 2008     |
| 185          | 6         | Am Ende der Jugend   | Na konci mládí       | Heinz Dietz    | Klaus Wolfertstetter             | 11. září 2008   | 2008     |
| 186          | 7         | Der Verrat           | Zrada                | Heinz Dietz    | Ralf Ruland                      | 16. října 2008  | 2008     |
| 187          | 8         | Leibwächter          | Osobní strážce       | Sascha Thiel   | Ingo Regenbogen                  | 23. října 2008  | 2008     |
| 188          | 9         | Begraben             | Pohřbený zaživa      | Sascha Thiel   | Boris von Sychowski              | 30. října 2008  | 2008     |
| 189          | 10        | Im Aus               | Okno                 | Heinz Dietz    | Andreas Heckmann                 | 5. března 2009  | 2008     |
| 190          | 11        | Genies unter sich    | Geniové mezi sebou   | Heinz Dietz    | Arne Nolting a Martin Scharf     | 19. března 2009 | 2008     |
| 191          | 12        | Himmelfahrtskommando | Sebevražedné komando | Martin Scharf  | Stefan Dauck                     | 9. dubna 2009   | 2008     |
| 192          | 13        | Die Braut            | Nevěsta              | Martin Scharf  | Jürgen Matthäi a Thomas Retzbach | 12. března 2009 | 2008     |
| 193          | 14        | Das Komplott         | Spiknutí             | Holger Haase   | Ralf Ruland                      | 26. března 2009 | 2008     |
| 194          | 15        | Die schwarze Madonna | Černá Madonna        | Holger Haase   | Stefan Dauck                     | 2. dubna 2009   | 2008     |

Postavy
- Semir Gerkhan
- Ben Jäger
- Anna Engelhardtová (1–7)
- Kim Krügerová (10–15)
- Susanna Königová
- Horst „Hotte“ Herzberger
- Dieter Bonrath
- Hartmut Freund
- Andrea Gerkhanová (1, 8 a 10)
- Isolde Maria Schrankmannová (4, 6 a 7)
- Konrad Jäger (13)
- Julia Jägerová (13)
- Sander Kalvus (1)

### Čtrnáctá řada (2009–2010)
| Č. v seriálu | Č. v řadě | Původní název           | Český název                    | Režie        | Scénář                           | Datum premiéry  | Natočeno |
| ------------ | --------- | ----------------------- | ------------------------------ | ------------ | -------------------------------- | --------------- | -------- |
| 195          | 1         | Das Ende der Welt       | Konec světa                    | Axel Sand    | Arne Nolting a Martin Scharf     | 3. září 2009    | 2009     |
| 196          | 2         | Der Panther             | Panter                         | Sascha Thiel | Andreas Heckmann                 | 1. října 2009   | 2009     |
| 197          | 3         | Operation: Gemini       | Operace Gemini                 | Sascha Thiel | Stefan Dauck                     | 24. září 2009   | 2009     |
| 198          | 4         | Der verlorene Sohn      | Ztracený syn                   | Heinz Dietz  | Ingo Regenbogen                  | 8. října 2009   | 2009     |
| 199          | 5         | Bruderliebe             | Bratrská láska                 | Heinz Dietz  | Horst Wieschen                   | 17. září 2009   | 2009     |
| 200          | 6         | Alte Freunde            | Staří přátelé                  | Heinz Dietz  | Ralf Ruland                      | 15. října 2009  | 2009     |
| 201          | 7         | Das Kartell             | Kartel                         | Heinz Dietz  | Stefan Dauck                     | 10. září 2009   | 2009     |
| 202          | 8         | Rhein in Flammen        | Rýn v plamenech                | Franco Tozza | Jürgen Matthäi a Thomas Retzbach | 22. října 2009  | 2009     |
| 203          | 9         | Geliebter Feind         | Milovaný nepřítel              | Franco Tozza | Andreas Heckmann                 | 29. října 2009  | 2009     |
| 204          | 10        | Koma                    | Kóma                           | Axel Sand    | Jürgen Matthäi a Thomas Retzbach | 11. března 2010 | 2009     |
| 205          | 11        | Kopfgeld auf Kim Krüger | Odměna za zabití Kim Krügerové | Axel Sand    | Ralf Ruland                      | 25. března 2010 | 2009     |
| 206          | 12        | Cyberstorm              | Kybernetická bouře             | Heinz Dietz  | Horst Weischen                   | 18. března 2010 | 2009     |
| 207          | 13        | Tag der Finsternis      | Zatmění                        | Heinz Dietz  | Lorenz Stassen                   | 8. dubna 2010   | 2009     |
| 208          | 14        | Spurlos                 | Beze stopy                     | Sascha Thiel | Ingo Regenbogen                  | 15. dubna 2010  | 2009     |
| 209          | 15        | Codename Tiger          | Operace Tygr                   | Sascha Thiel | Frank Koopmann a Roland Heep     | 22. dubna 2010  | 2009     |

Postavy
- Semir Gerkhan
- Ben Jäger
- Kim Krügerová
- Susanna Königová
- Horst „Hotte“ Herzberger
- Dieter Bonrath
- Hartmut Freund
- Andrea Gerkhanová (1, 5, 9–10)
- Isolde Maria Schrankmannová (11)
- Oliver „Sturmi“ Sturm (1)
- Alexander Christo (5)
- Jochen Bonrath (14)

### Patnáctá řada (2010–2011)
| Č. v seriálu | Č. v řadě | Původní název                | Český název         | Režie         | Scénář                           | Datum premiéry  | Natočeno |
| ------------ | --------- | ---------------------------- | ------------------- | ------------- | -------------------------------- | --------------- | -------- |
| 210          | 1         | Der Anschlag                 | Atentát             | Heinz Dietz   | Arne Nolting a Martin Scharf     | 2. září 2010    | 2010     |
| 211          | 2         | Der letzte Tag               | Poslední den        | Heinz Dietz   | Horst Weischen                   | 23. září 2010   | 2010     |
| 212          | 3         | Der Prüfer                   | Kontrolor           | Heinz Dietz   | Arne Nolting a Martin Scharf     | 16. září 2010   | 2010     |
| 213          | 4         | Für das Leben eines Freundes | Pro život přítele   | Franco Tozza  | Andreas Brune a Sven Frauenhoff  | 9. září 2010    | 2010     |
| 214          | 5         | Der Angriff                  | Napadení            | Franco Tozza  | Ralf Ruland                      | 14. října 2010  | 2010     |
| 215          | 6         | Formel Zukunft               | Auto budoucnosti    | Martin Scharf | Stefan Dauck                     | 7. října 2010   | 2010     |
| 216          | 7         | Turbo & Tacho                | Turbo a Tacho       | Martin Scharf | Andreas Heckmann                 | 30. září 2010   | 2010     |
| 217          | 8         | Toter Bruder                 | Mrtvý bratr         | Sascha Thiel  | Ralf Ruland                      | 14. dubna 2011  | 2010     |
| 218          | 9         | Das zweite Leben             | Ztracená minulost   | Franco Tozza  | Boris von Sychowski              | 17. března 2011 | 2010     |
| 219          | 10        | Bad Bank                     | Pochybná banka      | Franco Tozza  | Jürgen Matthäi a Thomas Retzbach | 10. března 2011 | 2010     |
| 220          | 11        | Und...Action...!             | A akce!             | Heinz Dietz   | Frank Koopmann a Jeanet Pfitzer  | 31. března 2011 | 2010     |
| 221          | 12        | In der Schusslinie           | Na mušce            | Heinz Dietz   | Ralf Ruland                      | 7. dubna 2011   | 2010     |
| 222          | 13        | Höher, schneller, weiter     | Výš, dál, rychleji! | Axel Sand     | Andreas Heckmann                 | 24. března 2011 | 2010     |
| 223          | 14        | En Vogue                     | Poslední móda       | Axel Sand     | Stefan Dauck                     | 13. října 2011  | 2010     |

Postavy
- Semir Gerkhan
- Ben Jäger
- Kim Krügerová
- Susanna Königová
- Horst „Hotte“ Herzberger
- Dieter Bonrath
- Jenny Dornová (13–14)
- Hartmut Freund
- Isolde Maria Schrankmannová (4)
- Oliver „Sturmi“ Sturm (1)
- Kai „Turbo“ Schröder (7)
- Andreas „Tacho“ Tachinski (7)
- Aladdin Gerkhan (2)
- Kemal Gerkhan (2)
- Hanna Krügerová (7)
- Patrick Dorn (13. epizoda)
- Jessica Freundová (14. epizoda)

### Šestnáctá řada (2011–2012)
| Č. v seriálu | Č. v řadě | Původní název           | Český název            | Režie          | Scénář                          | Datum premiéry     | Natočeno |
| ------------ | --------- | ----------------------- | ---------------------- | -------------- | ------------------------------- | ------------------ | -------- |
| 224          | 1         | 72 Stunden Angst        | 72 hodin strachu       | Heinz Dietz    | Ralf Ruland                     | 15. září 2011      | 2011     |
| 225          | 2         | Turbo & Tacho reloaded  | Turbo a Tacho se vrací | Heinz Dietz    | Andreas Heckmann                | 6. října 2011      | 2011     |
| 226          | 3         | Mitten ins Herz         | Přímo do srdce         | Heinz Dietz    | Andreas Brune a Sven Frauenhoff | 29. září 2011      | 2011     |
| 227          | 4         | Wettlauf gegen die Zeit | Závod s časem          | Franco Tozza   | Ralf Ruland                     | 22. září 2011      | 2011     |
| 228          | 5         | Viva Colonia            | Ať žije Kolín          | Franco Tozza   | Lorenz Stassen                  | 10. listopadu 2011 | 2011     |
| 229          | 6         | Familienangelegenheiten | Rodinné záležitosti    | Sascha Thiel   | Nicolai Auer                    | 20. října 2011     | 2011     |
| 230          | 7         | Babyalarm               | S miminem v náručí     | Sascha Thiel   | Stefan Dauck                    | 27. října 2011     | 2011     |
| 231          | 8         | Überschall              | Nadzvukové letadlo     | Franco Tozza   | Frank Koopmann a Roland Heep    | 8. března 2012     | 2011     |
| 232          | 9         | Die Verschwörung        | Spiknutí               | Nico Zavelberg | Andreas Brune a Sven Frauenhoff | 3. listopadu 2011  | 2011     |
| 233          | 10        | Hundstage               | Dny pod psa            | Axel Sand      | Andreas Heckmann                | 22. března 2012    | 2011     |
| 234          | 11        | Der Ex                  | Ex manžel              | Axel Sand      | Andreas Heckmann                | 15. března 2012    | 2011     |
| 235          | 12        | Die Gejagten            | Štvaná zvěř            | Franco Tozza   | Andreas Brune a Sven Frauenhoff | 5. dubna 2012      | 2011     |
| 236          | 13        | Die Nervensäge          | Potížistka             | Franco Tozza   | Ralf Ruland                     | 29. března 2012    | 2011     |
| 237          | 14        | Schlangennest           | V pasti                | Heinz Dietz    | Andreas Heckmann                | 19. dubna 2012     | 2011     |
| 238          | 15        | Zerbrochen              | Rozpolcená             | Heinz Dietz    | Boris von Sychowski             | 12. dubna 2012     | 2011     |

Postavy
- Semir Gerkhan
- Ben Jäger
- Kim Krügerová
- Susanna Königová
- Horst „Hotte“ Herzberger (1)
- Jenny Dornová
- Dieter Bonrath
- Hartmut Freund
- Andrea Gerkhanová (1 a 12)
- Isolde Maria Schrankmannová (2 a 12)
- Oliver „Sturmi“ Sturm (1)
- Kai „Turbo“ Schröder (2)
- Andreas „Tacho“ Tachinski (2)
- Dana Wegnerová (1. epizoda)
- Nazan Wegnerová (1. epizoda)
- Tom Wegner (1. epizoda)
- Konrad Jäger (6. epizoda)

### Sedmnáctá řada (2012–2013)
| Č. v seriálu | Č. v řadě | Původní název                 | Český název          | Režie               | Scénář                           | Datum premiéry  | Natočeno |
| ------------ | --------- | ----------------------------- | -------------------- | ------------------- | -------------------------------- | --------------- | -------- |
| 239          | 1         | Engel des Todes               | Anděl smrti          | Franco Tozza        | Ralf Ruland                      | 6. září 2012    | 2012     |
| 240          | 2         | Geld regiert die Welt         | Prachy vládnou světu | Axel Sand           | Stefan Dauck                     | 11. dubna 2013  | 2012     |
| 241          | 3         | Gier                          | Chamtivost           | Axel Sand           | Horst Weischen                   | 4. října 2012   | 2012     |
| 242          | 4         | Bestellt, entführt, geliefert | Obchodník s děvčaty  | Heinz Dietz         | Lorenz Stassen                   | 27. září 2012   | 2012     |
| 243          | 5         | Ohne Gewissen                 | Bez kousku svědomí   | Heinz Dietz         | Andreas Brune a Sven Frauenhoff  | 13. září 2012   | 2012     |
| 244          | 6         | Der Mentalist                 | Iluzionista          | Nico Zavelberg      | Roland Heep a Jeanet Pfitzer     | 21. února 2013  | 2012     |
| 245          | 7         | Operation Hiob                | Akce Jób             | Nico Zavelberg      | Andreas Schmitz                  | 20. září 2012   | 2012     |
| 246          | 8         | Shutdown                      | Magnetická bomba     | Axel Sand           | Lasse Nolte a Enno Reese         | 4. dubna 2013   | 2012     |
| 247          | 9         | Gestohlene Liebe              | Obchod s dětmi       | Axel Sand           | Ralf Ruland                      | 28. února 2013  | 2012     |
| 248          | 10        | Alleingang                    | Na vlastní pěst      | Alexander Dierbach  | Andreas Brune a Sven Frauenhoff  | 14. února 2013  | 2012     |
| 249          | 11        | Das Landei                    | Venkovan             | Boris von Sychowski | Ralf Ruland                      | 7. března 2013  | 2012     |
| 250          | 12        | Das Aupairgirl                | Chůva k pohledání    | Nico Zavelberg      | Andreas Heckmann                 | 21. března 2013 | 2012     |
| 251          | 13        | Katerstimmung                 | Kocovina             | Nico Zavelberg      | Michael B. Müller a Stefan Barth | 14. března 2013 | 2012     |
| 252          | 14        | Freunde fürs Leben            | Ztracený přítel      | Kai Meyer-Ricks     | Ralf Ruland                      | 28. března 2013 | 2012     |
| 253          | 15        | Tödliche Wahl                 | Smrtelná volba       | Boris von Sychowski | Boris von Sychowski              | 18. dubna 2013  | 2012     |

Postavy
- Semir Gerkhan
- Ben Jäger
- Kim Krügerová
- Susanna Königová
- Jenny Dornová
- Dieter Bonrath
- Hartmut Freund
- Andrea Gerkhanová (1, 9, 12, 14–15)
- Isolde Maria Schrankmannová (10)
- Oliver „Sturmi“ Sturm (1)
- Ismet Gerkhan (3)
- strýc Gerkhan (3)
- teta Gerkhanová (3)
- Ayda Gerkhanová (5–6, 12, 15)
- Lilly Gerkhanová (12 a 15)

### Osmnáctá řada (2013–2014)
| Č. v seriálu | Č. v řadě | Původní název            | Český název        | Režie              | Scénář                                                       | Datum premiéry     | Natočeno |
| ------------ | --------- | ------------------------ | ------------------ | ------------------ | ------------------------------------------------------------ | ------------------ | -------- |
| 254          | 1         | Auferstehung             | Zmrtvýchvstání     | Franco Tozza       | Frank Koopmann, Roland Heep, Sven Frauenhoff a Andreas Brune | 24. října 2013     | 2013     |
| 255          | 2         | Die Nachtreporterin      | Noční reportérka   | Heinz Dietz        | Andreas Schmitz                                              | 31. října 2013     | 2013     |
| 256          | 3         | Vergeltung               | Odveta             | Heinz Dietz        | Ralf Ruland                                                  | 7. listopadu 2013  | 2013     |
| 257          | 4         | Die kleine Prinzessin    | Princezna          | Nico Zavelberg     | Horst Wieschen, Sven Frauenhoff a Andreas Brune              | 28. listopadu 2013 | 2013     |
| 258          | 5         | Wilde Tiere              | Divoká zvířata     | Nico Zavelberg     | Thomas Retzbach, Sven Frauenhoff a Andreas Brune             | 5. prosince 2013   | 2013     |
| 259          | 6         | Das große Comeback       | Velký návrat       | Kai Meyer-Ricks    | Boris von Sychowski a Andreas Schmitz                        | 14. listopadu 2013 | 2013     |
| 260          | 7         | Einsame Entscheidung     | Osamělé rozhodnutí | Kai Meyer-Ricks    | Andreas Brune a Sven Frauenhoff                              | 12. prosince 2013  | 2013     |
| 261          | 8         | Revolution               | Revoluce           | Franco Tozza       | Andreas Brune a Sven Frauenhoff                              | 27. března 2014    | 2013     |
| 262          | 9         | Die Geisel               | Rukojmí            | Heinz Dietz        | Thomas Retzbach                                              | 3. dubna 2014      | 2013     |
| 263          | 10        | Familienfest             | Rodinná oslava     | Alexander Dierbach | Michael Müller a Stefan Barth                                | 8. května 2014     | 2013     |
| 264          | 11        | Lackschäden              | Superlak           | Alexander Dierbach | Lorenz Stassen                                               | 10. dubna 2014     | 2013     |
| 265          | 12        | 1983                     | 1983               | Nico Zavelberg     | Horst Wieschen                                               | 17. dubna 2014     | 2013     |
| 266          | 13        | Der Wettkampf            | Kdo s koho         | Heinz Dietz        | Jürgen Matthäi                                               | 24. dubna 2014     | 2013     |
| 267          | 14        | Tote kehren nicht zurück | Mrtví se nevracejí | Nico Zavelberg     | Ralf Ruland                                                  | 15. května 2014    | 2014     |

Postavy
- Semir Gerkhan
- Ben Jäger (1.–7. epizoda)
- Alex Brandt (8.–14. epizoda)
- Kim Krügerová
- Susanna Königová
- Jenny Dornová
- Dieter Bonrath
- André Fux (1. epizoda)
- Hartmut Freund
- Andrea Gerkhanová-Schäferová (1., 4.–8. a 10.–14. epizoda)
- Isolde Maria Schrankmannová (3. a 8. epizoda)
- Robert (8. a 10. epizoda)
- Nina Beckerová (4.–7. epizoda)
- Ayda Gerkhanová (1., 4. a 6. epizoda)
- Lilly Gerkhanová (1., 4. a 6. epizoda)
- Heike Maria Schrankmannová (3. epizoda)
- Ömer Gerkhan (10. epizoda)
- Ilyada Gerkhanová (10. epizoda)

### Devatenáctá řada (2014–2015)
| Č. v seriálu | Č. v řadě | Původní název                | Český název              | Režie               | Scénář                                   | Datum premiéry     | Natočeno |
| ------------ | --------- | ---------------------------- | ------------------------ | ------------------- | ---------------------------------------- | ------------------ | -------- |
| 268          | 1         | Die dunkle Seite             | Temná strana             | Franco Tozza        | Ralf Ruland                              | 9. října 2014      | 2014     |
| 269          | 2         | Die letzte Nacht             | Poslední noc             | Boris von Sychowski | Boris von Sychowski                      | 30. října 2014     | 2014     |
| 270          | 3         | Der Beschützer               | Osobní strážce           | Boris von Sychowski | Boris von Sychowski                      | 13. listopadu 2014 | 2014     |
| 271          | 4         | Jung, weiblich, hochexplosiv | Mladé a výbušné          | Heinz Dietz         | Marc Hillefeld                           | 16. října 2014     | 2014     |
| 272          | 5         | Die Akte Stiller             | Akta Stiller             | Heinz Dietz         | Lorenz Stassen                           | 23. října 2014     | 2014     |
| 273          | 6         | Auf eigene Gefahr            | Na vlastní pěst          | Nico Zavelberg      | Thomas Retzbach                          | 27. listopadu 2014 | 2014     |
| 274          | 7         | Jump                         | Skok                     | Nico Zavelberg      | Horst Wieschen                           | 6. listopadu 2014  | 2014     |
| 275          | 8         | Das letzte Rennen            | Poslední závod           | Nico Zavelberg      | Jan-Martin Scharf a Klaus Wolfertstetter | 12. března 2015    | 2014     |
| 276          | 9         | Ausgelöscht (1)              | Bez milosti (1. část)    | Franco Tozza        | Sven Frauenhoff a Andreas Brune          | 19. března 2015    | 2014     |
| 277          | 10        | Ausgelöscht (2)              | Bez milosti (2. část)    | Franco Tozza        | Marc Hillefeld                           | 26. března 2015    | 2014     |
| 278          | 11        | Spiel mit dem Feuer          | Hra s ohněm              | Nico Zavelberg      | Ingo Regenbogen                          | 2. dubna 2015      | 2014     |
| 279          | 12        | Angst                        | Strach                   | Richard Hill        | Ralf Ruland                              | 9. dubna 2015      | 2014     |
| 280          | 13        | Goal                         | Fotbal, hra tvého života | Franco Tozza        | Horst Wieschen                           | 16. dubna 2015     | 2014     |
| 281          | 14        | Wo ist Semir?                | Kde je Semir?            | Ralph Polinski      | Ralf Ruland                              | 23. dubna 2015     | 2014     |
| 282          | 15        | Tag der Abrechnung           | Den zúčtování            | Franco Tozza        | Boris von Sychowski                      | 30. dubna 2015     | 2014     |

Postavy
- Semir Gerkhan
- Alex Brandt
- Kim Krügerová
- Susanna Königová
- Jenny Dornová
- Dieter Bonrath (1.–9. epizoda)
- Hartmut Freund
- Andrea Schäferová (1.–3., 5., 7., 10., 12., 14.–15. epizoda)
- Isolde Maria Schrankmannová (1. a 9. epizoda)
- Ayda Gerkhan (2., 10., 12., 14. a 15 epizoda)
- Lilly Gerkhan (2., 12., 14. a 15 epizoda)
- Dana Wegner (6., 10., 12. a 15. epizoda)
- Dr. Isabel Fringsová (10., 12.–15. epizoda)
- Dr. Thomas Sander (10., 12.–15. epizoda)
- Felix Neubauer (1., 2. a 5. ep)
- Anna Mertensová (1., 3. a 5. ep)
- Jaqueline Rathová (5. ep)
- Nazan Wegner (7. ep)
- Tom Wegner (7. ep)
- Tommy Gernhardt (11. ep)

### Dvacátá řada (2015–2016)
| Č. v seriálu | Č. v řadě | Původní název          | Český název          | Režie              | Scénář                                               | Datum premiéry    | Natočeno |
| ------------ | --------- | ---------------------- | -------------------- | ------------------ | ---------------------------------------------------- | ----------------- | -------- |
| 283          | 1         | Vendetta               | Krevní msta          | Nico Zavelberg     | Boris von Sychowski, Andreas Brune a Sven Frauenhoff | 10. září 2015     | 2015     |
| 284          | 2         | Blutgeld               | Krvavé peníze        | Alexander Dierbach | Andreas Brune a Sven Frauenhoff                      | 17. září 2015     | 2015     |
| 285          | 3         | Lockdown               | Vzpoura              | Alexander Dierbach | Marc Hillefeld                                       | 17. září 2015     | 2015     |
| 286          | 4         | Tausend Tode           | Tisícerá smrt        | Alexander Dierbach | Ralf Ruland, Andreas Brune a Sven Frauenhoff         | 24. září 2015     | 2015     |
| 287          | 5         | Duell in der Wildnis   | Duel v pustině       | Kai Meyer-Ricks    | Horst Wieschen                                       | 1. října 2015     | 2015     |
| 288          | 6         | Space                  | Vesmír               | Kai Meyer-Ricks    | Horst Wieschen a Thomas Retzbach                     | 15. října 2015    | 2015     |
| 289          | 7         | Gestohlenes Leben      | Ukradený život       | Ralph Polinski     | Sabine Leipert a Julia Neumann                       | 22. října 2015    | 2015     |
| 290          | 8         | Die Kämpferin          | Bojovnice            | Ralph Polinski     | Stefan Dauck, Sabine Leipert a Julia Neumann         | 29. října 2015    | 2015     |
| 291          | 9         | Windspiel              | Větrná harfa         | Kai Meyer-Ricks    | Marc Hillefeld                                       | 5. listopadu 2015 | 2015     |
| 292          | 10        | Cobra, übernehmen Sie! | Kobro, je to na vás! | Franco Tozza       | Roland Heep, Frank Koopmann a Jeanet Pfitzer         | 7. dubna 2016     | 2015     |
| 293          | 11        | Treibjagd              | Štvanice             | Ralph Polinski     | Andreas Brune, Sven Frauenhoff a Thomas Retzbach     | 14. dubna 2016    | 2015     |
| 294          | 12        | Tödlicher Profit       | Přes mrtvoly         | Ralph Polinski     | Marc Hillefeld                                       | 21. dubna 2016    | 2015     |
| 295          | 13        | Zahltag                | Výkupné              | Ralph Polinski     | Andreas Brune a Sven Frauenhoff                      | 28. dubna 2016    | 2015     |
| 296          | 14        | Tricks                 | Triky                | Nico Zavelberg     | Ralf Ruland                                          | 12. května 2016   | 2015     |
| 297          | 15        | Kriegsbeute            | Válečná kořist       | Nico Zavelberg     | Sabine Leipert a Julia Neumann                       | 19. května 2016   | 2015     |
| 298          | 16        | Die falsche Seite      | Na špatné straně     | Nico Zavelberg     | Boris von Sychowski                                  | 26. května 2016   | 2015     |

Postavy
- Semir Gerkhan
- Alex Brandt (1.–9. epizoda)
- Paul Renner (10.–16. epizoda)
- Jenny Dornová
- Kim Krügerová
- Susanna Königová
- Hartmut Freund
- Thomas Sander (1.–3. epizoda)
- Nela Stegmannová (1.–3. epizoda)
- Isabel Fringsová (2. epizoda)
- Anna Engelhardtová (10. epizoda)
- Isolde Maria Schrankmannová (13. epizoda)
- Andrea Schäferová (1., 7., 9.,10., 12., 15. a 16. epizoda)
- Ayda Gerkhan (1., 7., 9.,10., 15. epizoda)
- Lilly Gerkhan (1., 7., 9.,10., 15. epizoda)
- Dana Wegner (1., 7., 9. a 10. epizoda)
- Frank Rickert (9. epizoda)
- Klaus Renner (11. epizoda)
- Emilia Gruberová (11. epizoda)
- Leonard Krüger (13. epizoda)
- Hanna Krügerová (13. epizoda)

### Dvacátá první řada (2016–2017)
| Č. v seriálu | Č. v řadě | Původní název                | Český název                 | Režie           | Scénář                                           | Datum premiéry     | Natočeno |
| ------------ | --------- | ---------------------------- | --------------------------- | --------------- | ------------------------------------------------ | ------------------ | -------- |
| 299          | 1         | Die Chefin                   | Šéfová                      | Franco Tozza    | Frank Koopmann, Roland Heep a Gerry Streberg     | 1. září 2016       | 2016     |
| 300          | 2         | Auf den Spuren meines Vaters | Po stopách otce             | Franco Tozza    | Andreas Brune a Sven Frauenhoff                  | 8. září 2016       | 2016     |
| 301          | 3         | Phantomcode                  | Kód Fantom                  | Franco Tozza    | Horst Wieschen                                   | 15. září 2016      | 2016     |
| 302          | 4         | König der Diebe              | Král zlodějů                | Kai Meyer-Ricks | Rafael Solá Ferrer a Michael Ehnert              | 22. září 2016      | 2016     |
| 303          | 5         | Liebesgrüße aus Moskau       | Srdečné pozdravy z Moskvy   | Ralph Polinski  | Stefan Barth                                     | 29. září 2016      | 2016     |
| 304          | 6         | Drift                        | Jízda o život               | Kai Meyer-Ricks | Jan-Martin Scharf a Klaus Wolfertstetter         | 6. října 2016      | 2016     |
| 305          | 7         | Ausgebrannt                  | Vyhoření                    | Kai Meyer-Ricks | Lorenz Stassen                                   | 13. října 2016     | 2016     |
| 306          | 8         | Tod ohne Warnung             | Smrt bez varování           | Ralph Polinski  | Marc Hillefeld                                   | 20. října 2016     | 2016     |
| 307          | 9         | Der Ernst des Lebens         | Drsná realita               | Ralph Polinski  | Sabine Leipert a Julia Neumann                   | 27. října 2016     | 2016     |
| 308          | 10        | Vaterfreuden                 | Otcovské radosti            | Nico Zavelberg  | Ralf Ruland                                      | 3. listopadu 2016  | 2016     |
| 309          | 11        | Operation Midas              | Operace Midas               | Nico Zavelberg  | Marc Hillefeld                                   | 10. listopadu 2016 | 2016     |
| 310          | 12        | Risiko                       | Riziko                      | Nico Zavelberg  | Andreas Brune a Sven Frauenhoff                  | 17. listopadu 2016 | 2016     |
| 311          | 13        | FKK-Alarm für Semir          | Poplach na nudistické pláži | Franco Tozza    | Andreas Knop                                     | 6. dubna 2017      | 2016     |
| 312          | 14        | Atemlose Liebe               | Bezhlavá láska              | Franco Tozza    | Thomas Retzbach                                  | 13. dubna 2017     | 2016     |
| 313          | 15        | Summer und Sharky            | Summer a Sharky             | Ralph Polinski  | Stefan Barth                                     | 20. dubna 2017     | 2016     |
| 314          | 16        | Gefangen                     | Rukojmí                     | Ralph Polinski  | Boris von Sychowski                              | 27. dubna 2017     | 2016     |
| 315          | 17        | Der Königsmörder             | Královrah                   | Ralph Polinski  | Andreas Brune a Sven Frauenhoff                  | 4. května 2017     | 2016     |
| 316          | 18        | Das B-Team                   | Tým B                       | Franco Tozza    | Frank Koopmann, Roland Heep a Gerry Streberg     | 11. května 2017    | 2016     |
| 317          | 19        | Geister der Vergangenheit    | Duchové minulosti           | Nico Zavelberg  | Andreas Brune, Sven Frauenhoff a Thomas Retzbach | 18. května 2017    | 2016     |

Postavy
- Semir Gerkhan
- Paul Renner
- Jenny Dornová
- Kim Krügerová
- Susanna Königová
- Hartmut Freund
- Isolde Maria Schrankmannová (8., 10., 15., 17.–18. epizoda)
- Anna Engelhardtová (1. epizoda)
- Andrea Schäferová (1., 5.–6., 10.–11., 13. a 16.–17. epizoda)
- Frank Stolte (12. epizoda)
- Ayda Gerkhan (5. a 13. epizoda)
- Lilly Gerkhan (13. epizoda)
- Dana Wegner (9.-13., 16.-18. epizoda)
- Finn Bartels (9.-11., 17.a 18. epizoda)
- Klaus Renner (2. epizoda)
- Rita Rennerová (2. epizoda)
- Luisa Bartelsová (9. epizoda)
- Timo Gröber (13. epizoda)
- Charlotte Schrankmannová (15. epizoda)
- Martin Dorn (17. epizoda)

### Dvacátá druhá řada (2017–2018)
| Č. v seriálu | Č. v řadě | Původní název          | Český název       | Režie           | Scénář                                               | Datum premiéry     | Natočeno |
| ------------ | --------- | ---------------------- | ----------------- | --------------- | ---------------------------------------------------- | ------------------ | -------- |
| 318          | 1         | Jenseits von Eden      | Na východ od ráje | Franco Tozza    | Andreas Knop                                         | 14. září 2017      | 2017     |
| 319          | 2         | Preis der Freundschaft | Cena přátelství   | Nico Zavelberg  | Andreas Brune a Sven Frauenhoff                      | 21. září 2017      | 2017     |
| 320          | 3         | Eltern undercover      | Rodiče v utajení  | Sebastian Ko    | Julia Neumann a Sabine Leipert                       | 28. září 2017      | 2017     |
| 321          | 4         | Road Trip              | Vyjížďka          | Sebastian Ko    | Frank Koopmann, Roland Heep a Gerry Streberg         | 12. října 2017     | 2017     |
| 322          | 5         | Der König von Ahjada   | Král z Ahjády     | Sebastian Ko    | Peter Jännert                                        | 19. října 2017     | 2017     |
| 323          | 6         | Halloween              | Halloween         | Franco Tozza    | Frank Koopmann, Roland Heep a Gerry Streberg         | 26. října 2017     | 2017     |
| 324          | 7         | Die verlorenen Kinder  | Ztracené děti     | Nico Zavelberg  | Marc Hillefeld a Ralf Ruland                         | 2. listopadu 2017  | 2017     |
| 325          | 8         | Alles aus Liebe        | Pro lásku všechno | Ralph Polinski  | Stefan Barth                                         | 9. listopadu 2017  | 2017     |
| 326          | 9         | Unter Brüdern          | Mezi bratry       | Ralph Polinski  | Marc Hillefeld                                       | 16. listopadu 2017 | 2017     |
| 327          | 10        | Ein Scheißtag          | Den blbec         | Ralph Polinski  | Andreas Knop a Thomas Retzbach                       | 30. listopadu 2017 | 2017     |
| 328          | 11        | Freier Fall            | Volný pád         | Nico Zavelberg  | Horst Wieschen                                       | 7. prosince 2017   | 2017     |
| 329          | 12        | Blut und Wasser        | Krev a voda       | Nico Zavelberg  | Boris von Sychowski                                  | 14. prosince 2017  | 2017     |
| 330          | 13        | Überleben              | Přežít            | Nico Zavelberg  | Andreas Brune, Sven Frauenhoff a Boris von Sychowski | 21. prosince 2017  | 2017     |
| 331          | 14        | Hooray for Bollywood   | Ať žije Bollywood | Darius Simaifar | Frank Koopmann, Roland Heep a Gerry Streberg         | 29. března 2018    | 2017     |
| 332          | 15        | Autohacker             | Hackerka          | Darius Simaifar | Julia Nika Neviandt a Axel Melzener                  | 5. dubna 2018      | 2017     |
| 333          | 16        | Blinde Zeugin          | Slepá svědkyně    | Thomas Höret    | Boris von Sychowski                                  | 12. dubna 2018     | 2017     |
| 334          | 17        | Held der Straße        | Hrdina z ulice    | Franco Tozza    | Andreas Brune a Sven Frauenhoff                      | 19. dubna 2018     | 2017     |
| 335          | 18        | Kein Entkommen         | Není úniku        | Franco Tozza    | Lorenz Stassen                                       | 26. dubna 2018     | 2017     |
| 336          | 19        | Klassenfahrt           | Školní výlet      | Franco Tozza    | Andreas Knop                                         | 3. května 2018     | 2017     |

Postavy
- Semir Gerkhan
- Paul Renner
- Jenny Dornová (1.–3., 7. a 12. epizoda)
- Kim Krügerová
- Susanna Königová
- Hartmut Freund
- Finn Bartels
- Isolde Maria Schrankmannová (8. epizoda)
- Andrea Gerkhanová (1., 8.–9., 14., 15., 17. a 19. epizoda)
- Ayda Gerkhan (1., 8.–9., 14., 15. a 17. epizoda)
- Lilly Gerkhan (1., 9., 14., 15. a 17. epizoda)
- Dana Wegner (1., 9., 11., 14. a 15. epizoda)
- Hans-Hubert Schäfer (1. epizoda)
- Margot Schäfer (1. epizoda)
- Timo Gröber (1. a 19. epizoda)
- Ronny Dubinski (1. a 19. epizoda)
- Klaus Renner (4.–5. epizoda)
- Lisa Gruberová (4. epizoda)
- Kemal Gerkhan (9. epizoda)
- Mica Gerkhan (9. epizoda)

### Dvacátá třetí řada (2018–2019)
| Č. v seriálu | Č. v řadě | Původní název           | Český název           | Režie               | Scénář                                                              | Datum premiéry     | Datum české premiéry | Natočeno |
| ------------ | --------- | ----------------------- | --------------------- | ------------------- | ------------------------------------------------------------------- | ------------------ | -------------------- | -------- |
| 337          | 1         | Most wanted             | Nejhledanější         | Darius Simaifar     | Andreas Brune a Sven Frauenhoff                                     | 13. září 2018      | 10. září 2019        | 2018     |
| 338          | 2         | Harte Schule            | Tvrdá škola           | Franco Tozza        | Andreas Brune, Sven Frauenhoff a Stefan Dauck                       | 20. září 2018      | 10. září 2019        | 2018     |
| 339          | 3         | Showtime für Paul       | Showtime pro Paula    | Franco Tozza        | Horst Wieschen                                                      | 27. září 2018      | 11. září 2019        | 2018     |
| 340          | 4         | 5 vor 12                | Za 5 minut 12         | Franco Tozza        | Julia Neumann                                                       | 4. října 2018      | 11. září 2019        | 2018     |
| 341          | 5         | Hetzjagd auf Semir      | Štvanice na Semira    | Ralph Polinski      | Marc Hillefeld                                                      | 11. října 2018     | 12. září 2019        | 2018     |
| 342          | 6         | Bombenstimmung          | Bomby, kam se podíváš | Thomas Höret        | Boris von Sychowski                                                 | 18. října 2018     | 12. září 2019        | 2018     |
| 343          | 7         | Das Power-Paar          | Partneři              | Ralph Polinski      | Stefan Barth                                                        | 25. října 2018     | 13. září 2019        | 2018     |
| 344          | 8         | Amnesie                 | Amnézie               | Thomas Höret        | Andreas Brune, Sven Frauenhoff, Axel Melzener a Julia Nika Neviandt | 1. listopadu 2018  | 13. září 2019        | 2018     |
| 345          | 9         | Weiberfastnacht         | Dámská jízda          | Ralph Polinski      | Boris von Sychowski                                                 | 8. listopadu 2018  | 14. září 2019        | 2018     |
| 346          | 10        | Schutzengel             | Anděl strážný         | Christian Paschmann | Frank Koopmann, Roland Heep, Gerry Streberg a Stefan Dauck          | 29. listopadu 2018 | 14. září 2019        | 2018     |
| 347          | 11        | Zwischen Leben und Tod  | Mezi životem a smrtí  | Christian Paschmann | Frank Koopmann, Roland Heep a Gerry Streberg                        | 6. prosince 2018   | 15. září 2019        | 2018     |
| 348          | 12        | Endstation              | Konečná               | Franco Tozza        | Frank Koopmann, Roland Heep a Gerry Streberg                        | 21. března 2019    | 15. září 2019        | 2018     |
| 349          | 13        | Feuerprobe              | Křest ohněm           | Franco Tozza        | Boris von Sychowski, Andreas Brune a Sven Frauenhoff                | 28. března 2019    | 16. září 2019        | 2018     |
| 350          | 14        | Die Liste               | Seznam                | Christian Paschmann | Horst Wieschen                                                      | 4. dubna 2019      | 16. září 2019        | 2018     |
| 351          | 15        | Die Wächter von Engonia | Strážci z Engonie     | Ralph Polinski      | Frank Koopmann, Roland Heep a Gerry Streberg                        | 18. dubna 2019     | 17. září 2019        | 2018     |
| 352          | 16        | Schuld                  | Vina                  | Franco Tozza        | Marc Hillefeld                                                      | 25. dubna 2019     | 17. září 2019        | 2018     |
| 353          | 17        | Der Klient              | Klient                | Ralph Polinski      | Lorenz Stassen                                                      | 23. května 2019    | 18. září 2019        | 2018     |
| 354          | 18        | Die besten letzten Tage | Poslední šťastné dny  | Ralph Polinski      | Andreas Brune a Sven Frauenhoff                                     | 6. června 2019     | 18. září 2019        | 2018     |

- Postavy

- Semir Gerkhan
- Paul Renner
- Kim Krügerová
- Susanna Königová
- Hartmut Freund
- Finn Bartels
- Isolde Maria Schrankmannová (3. a 8. epizoda)
- Andrea Gerkhanová (4., 6., 11. a 14. epizoda)
- Ayda Gerkhan (4. a 6. epizoda)
- Lilly Gerkhan (4. a 6. epizoda)
- Dana Wegner (2., 6., 11.–13., 15., 17. a 18. epizoda)
- Jenny Dornová (1., 6.–9., 11.–12. a 16. epizoda)
- Patrick Dorn (8. epizoda)
- Kemal Gerkhan (16. epizoda)
- Klaus Renner (18. epizoda)
- Rita Rennerová (18. epizoda)
- Stefan Karmann (5-6. epizoda)

### Dvacátá čtvrtá řada (2019)
| Č. v seriálu | Č. v řadě | Původní název         | Český název                    | Režie                                 | Scénář                                                                       | Datum premiéry     | Datum české premiéry | Natočeno |
| ------------ | --------- | --------------------- | ------------------------------ | ------------------------------------- | ---------------------------------------------------------------------------- | ------------------ | -------------------- | -------- |
| 355          | 1         | Happy Birthday        | Všechno nejlepší k narozeninám | Franco Tozza a Christian Paschmann    | Andreas Knop                                                                 | 12. září 2019      | 25. září 2020        | 2019     |
| 356          | 2         | Außer Atem            | Bez dechu                      | Nico Zavelberg                        | Andreas Brune, Sven Frauenhoff a Etienne Heimann                             | 19. září 2019      | 26. září 2020        | 2019     |
| 357          | 3         | Zoé                   | Zoe                            | Thomas Höret                          | Marc Hillefeld                                                               | 26. září 2019      | 26. září 2020        | 2019     |
| 358          | 4         | Verhängnisvolle Nacht | Osudová noc                    | Nico Zavelberg                        | Nico Zavelberg                                                               | 3. října 2019      | 27. září 2020        | 2019     |
| 359          | 5         | Der Sani              | Záchranář                      | Nico Zavelberg                        | Ralf Ruland a Etienne Heimann                                                | 10. října 2019     | 27. září 2020        | 2019     |
| 360          | 6         | Auf Bewährung         | Pod podmínkou                  | Thomas Höret                          | Stefan Barth                                                                 | 17. října 2019     | 28. září 2020        | 2019     |
| 361          | 7         | Dientschluss          | Mimo službu                    | Franco Tozza a Christian Paschmann    | Boris von Sychowski                                                          | 31. října 2019     | 28. září 2020        | 2019     |
| 362          | 8         | Brautalarm            | Poplach kolem nevěsty          | Ralph Polinski                        | Marc Hillefeld                                                               | 31. října 2019     | 29. září 2020        | 2019     |
| 363          | 9         | Vermächtnis Teil 1    | Dědictví (1. část)             | Darius Simaifar                       | Andreas Brune, Sven Frauenhoff, Roland Heep, Frank Koopmann a Gerry Streberg | 14. listopadu 2019 | 29. září 2020        | 2019     |
| 364          | 10        | Vermächtnis Teil 2    | Dědictví (2. část)             | Darius Simaifar a Christian Paschmann | Sven Frauenhoff, Andreas Brune a Marc Hillefeld                              | 14. listopadu 2019 | 30. září 2020        | 2019     |

- Postavy

- Semir Gerkhan
- Paul Renner
- Ben Jäger (1. ep.)
- Kim Krügerová
- Susanna Königová (1.–7. ep.)
- Jenny Dornová
- Hartmut Freund
- Finn Bartels (1.–8. ep.)
- Dana Gerkhanová
- Andrea Gerkhanová (1. ep.)
- Kemal Gerkhan (1. ep.)
- Selma Gerkhanová (1. a 10. ep.)
- Ömer Gerkhan (1. ep.)
- Abdulkadir Gerkhan (1. ep.)
- Julia Dernhoff (2. a 7. ep.)
- Klaus Renner (4. a 8.–10. ep.)
- Tommy Gernhardt (7. ep.)
- Friedrich Gernhardt (7. ep.)
- Artur Bergmann (9-10. ep.)
- Lars Bergmann (9-10. ep.)
- Irena Sorokinová (9-10. ep.)
- Volker Wilder (9-10. ep.)
- Ahmet Takim (10. ep.)

### Dvacátá pátá řada (2020–2021)
| Č. v seriálu | Č. v řadě | Původní název      | Český název      | Režie                              | Scénář                           | Datum premiéry    | Datum české premiéry | Sledovanost v Německu / Share v Německu (14–49) | Natočeno  |
| ------------ | --------- | ------------------ | ---------------- | ---------------------------------- | -------------------------------- | ----------------- | -------------------- | ----------------------------------------------- | --------- |
| 365          | 1         | Der Neue           | Ten nový         | Franco Tozza a Christian Paschmann | Andreas Brune a Sven Frauenhoff  | 20. srpna 2020    | 30. září 2020        | 2 130 000 / 16,8 %                              | 2019      |
| 366          | 2         | Die ganze Wahrheit | Celá pravda      | Franco Tozza a Christian Paschmann | Sabine Leipert                   | 20. srpna 2020    | 1. října 2020        | 2 010 000 / 15,2 %                              | 2019      |
| 367          | 3         | Schöne neue Welt   | Krásný nový svět | Franco Tozza a Christian Paschmann | Andreas Knop                     | 27. srpna 2020    | 1. října 2020        | 2 060 000 / 14,9 %                              | 2019      |
| 368          | 4         | Kollision          | Srážka           | Franco Tozza a Christian Paschmann | Marc Hillefeld                   | 10. září 2020     | 2. října 2020        | 2 120 000 / 15,1 %                              | 2019      |
| 369          | 5         | Abgründe           | Propasti         | Franco Tozza a Christian Paschmann | Andreas Brune a Sven Frauenhoff  | 17. září 2020     | 2. října 2020        | 1 810 000 / 11,2 %                              | 2019/2020 |
| 370          | 6         | Ein langer Weg     | Dlouhá cesta     | Franco Tozza a Christian Paschmann | Andreas Brune a Sven Frauenhoff  | 24. září 2020     | 3. října 2020        | 1 810 000 / 10,5 %                              | 2019/2020 |
| 371          | 7         | Stiller Schmerz    | Tichá bolest     | Anna-Katharina Mayer               | Sabine Leipert a Suki M. Roessel | 29. července 2021 | 27. října 2021       | 1 660 000 / 12,2 %                              | 2020      |
| 372          | 8         | Erbarmungslos      | Bez lítosti      | Anna-Katharina Mayer               | Marc Hillefeld                   | 29. července 2021 | 28. října 2021       | 1 550 000 / 10,6 %                              | 2020      |
| 373          | 9         | Abflug             | Odlet            | Darius Simaifar                    | Boris von Sychowski              | 29. července 2021 | 28. října 2021       | 1 330 000 / 9,1 %                               | 2020      |
| 374          | 10        | Identität          | Identita         | Darius Simaifar                    | Andreas Brune a Sven Frauenhoff  | 5. srpna 2021     | 29. října 2021       | 1 320 000 / 9,9 %                               | 2020      |
| 375          | 11        | Völlig schmerzfrei | Bezbolestně      | Christian Paschmann                | Andreas Knop                     | 5. srpna 2021     | 29. října 2021       | 1 300 000 / 8,8 %                               | 2020      |
| 376          | 12        | Innerer Feind      | Vnitřní nepřítel | Christian Paschmann                | Sabine Leipert a Suki M. Roessel | 5. srpna 2021     | 30. října 2021       | 1 160 000 / 9,7 %                               | 2020      |
| 377          | 13        | Das Team Teil 1    | Tým (1. část)    | Franco Tozza                       | Andreas Brune a Sven Frauenhoff  | 12. srpna 2021    | 30. října 2021       | 1 380 000 / 12,4 %                              | 2020      |
| 378          | 14        | Das Team Teil 2    | Tým (2. část)    | Franco Tozza                       | Andreas Brune a Sven Frauenhoff  | 12. srpna 2021    | 31. října 2021       | 1 370 000 / 9,7 %                               | 2020      |

- Postavy

- Semir Gerkhan
- Vicky Reisingerová
- Roman Kramer
- Max Tauber
- Dana Gerkhanová
- Marc Schaffrath (1.–3., 5.–10. a 12.–14. ep.)
- Selma Gerkhanová (1.–5. a 14. ep.)
- Ahmet Takim (1.–4. ep.)
- Nils Scherer (1. ep.)
- Mo Aguta (1., 6. a 14. ep.)
- Kiran Takim (3.–5. ep.)
- Stefan Leitner (5.–6. ep.)
- Timur Kaplan (6. ep.)
- Ilsa Burgová (6. ep.)
- Dr. Bianca Kesslerová (7., 12.–13. ep.)
- Jonas Brückner (8., 12.–14. ep.)
- Till Bausch (10., 12.–14. ep.)
- KTU Steffie (11. ep.)
- Nino Kramer (11. ep.)
- Roy (13.–14. ep.)
- Franka Willmersová (13.–14. ep.)
- Youssef Allawi (12.–14. ep.)
- Jakob Grothe (12.–14. ep.)

### Dvacátá šestá řada (2022)
- 90minutové filmy

| Č. v seriálu | Č. v řadě | Původní název | Český název  | Režie                          | Scénář                           | Datum premiéry                            | Datum české premiéry | Sledovanost v Německu / Share v Německu (14–49) | Natočeno  |
| ------------ | --------- | ------------- | ------------ | ------------------------------ | -------------------------------- | ----------------------------------------- | -------------------- | ----------------------------------------------- | --------- |
| 379          | 1         | Unversöhnlich | Nesmiřitelně | Franco Tozza                   | Etienne Heimann                  | 20. října 2022 RTL+, 10. ledna 2023 TV    | 15. července 2023    | 1 840 000 / 12,2%                               | 2022      |
| 380          | 2         | Machtlos      | Bezmocnost   | Franco Tozza a Darius Simaifar | Etienne Heimann a Sabine Leipert | 27. října 2022 RTL+, 17. ledna 2023 TV    | 22. července 2023    | 2 060 000 / 12,7%                               | 2022      |
| 381          | 3         | Schutzlos     | Bezbrannost  | Darius Simaifar                | Marc Hillefeld a Etienne Heimann | 3. listopadu 2022 RTL+, 24. ledna 2023 TV | 29. července 2023    | 1 900 000 / 11,7%                               | 2021/2022 |

- Postavy

- Semir Gerkhan
- Vicky Reisingerová
- Roman Kramer
- Max Tauber
- Dana Gerkhanová
- Dr. Bianca Kesslerová (2.–3. ep.)
- Dr. Denise Wallbuschová (3. ep.)
- Dr. Jana Berlingová (3. ep.)
- Yasemin Ergülová (3. ep.)
- syn Dany a Maxe (3. ep.)

### Dvacátá sedmá řada (2025)
- 90minutové filmy

| Č. v seriálu | Č. v řadě | Původní název    | Český název    | Režie        | Scénář                                                 | Datum premiéry                                | Datum české premiéry | Sledovanost v Německu / Share v Německu (14–49) | Natočeno |
| ------------ | --------- | ---------------- | -------------- | ------------ | ------------------------------------------------------ | --------------------------------------------- | -------------------- | ----------------------------------------------- | -------- |
| 382          | 1         | Kein Kinderspiel | Nový šéf       | Lennart Ruff | Stefan Scheich a Robert Dannenberg                     | 8. ledna 2025 na RTL+, 14. ledna 2025 na RTL  | 25. července 2025    | 1 330 000 / 8,8%                                | 2023     |
| 383          | 2         | Hoffnung         | Naděje         | Lennart Ruff | Michael Griessler                                      | 14. ledna 2025 na RTL+, 21. ledna 2025 na RTL | 1. srpna 2025        | 1 130 000 / 8,1%                                | 2023     |
| 384          | 3         | Blutsbande       | Pokrevní pouta | Franco Tozza | Marc Hillefeld, Tarek Roehlinger a Stefan Weidenbacher | v roce 2025 v TV a RTL+                       | 8. srpna 2025        |                                                 | 2023     |

- Postavy

- Semir Gerkhan
- Vicky Reisingerová
- Max Tauber
- Silke Rauhbachová
- Andreas Bärenfänger
- Dana Gerkhanová (1. ep.)
- Theo Tauber (1. ep.)
- Dr. Bianca Kesslerová (1. ep.)
- Kalle Böhm (1. ep.)
- Lennart Reisinger (3. ep.)
- Sandra Reisingerová (3. ep.)

### Dvacátá osmá řada (2026)
- 90minutové filmy

| Č. v seriálu | Č. v řadě | Původní název | Český název | Režie          | Scénář                                                | Datum premiéry          | Sledovanost v Německu / Share v Německu (14–49) | Natočeno |
| ------------ | --------- | ------------- | ----------- | -------------- | ----------------------------------------------------- | ----------------------- | ----------------------------------------------- | -------- |
| 385          | 1         | Die Jägerin   |             | Friederike Heß | Michael Griessler a Thomas Sieben                     | v roce 2026 v TV a RTL+ |                                                 | 2024     |
| 386          | 2         | Sterbensschön |             | Friederike Heß | Robert Dannenberg, Michael Griessler a Stefan Scheich | v roce 2026 v TV a RTL+ |                                                 | 2024     |
| 387          | 3         | Bedingungslos |             | Franco Tozza   | Stefan Weidenbacher                                   | v roce 2026 v TV a RTL+ |                                                 | 2023     |

- Postavy

- Semir Gerkhan
- Vicky Reisingerová
- Max Tauber
- Silke Rauhbachová
- Andreas Bärenfänger
- Dana Gerkhanová (1.-2. ep.)
- Theo Tauber (1.-2. ep.)
- Ayda Gerkhanová (2. ep.)
- Dr. Bianca Kesslerová (3. ep.)
- Dr. Sven Tauber (3. ep.)

### Dvacátá devátá řada (2028)
- 90minutové filmy

| Č. v seriálu | Č. v řadě | Původní název | Český název | Režie        | Scénář                                                 | Datum premiéry          | Sledovanost v Německu / Share v Německu (14–49) | Natočeno |
| ------------ | --------- | ------------- | ----------- | ------------ | ------------------------------------------------------ | ----------------------- | ----------------------------------------------- | -------- |
| 388          | 1         |               |             | Franco Tozza | Michael Griessler, Thomas Sieben a Stefan Weidenbacher | v roce 2030 v TV a RTL+ |                                                 | 2027     |
| 389          | 2         |               |             | Franco Tozza | Marc Hillefeld a Stefan Weidenbacher                   | v roce 2030 v TV a RTL+ |                                                 | 2027     |

- Postavy

- Semir Gerkhan
- Vicky Reisingerová
- Max Tauber
- Silke Rauhbachová
- Andreas Bärenfänger
- Dana Gerkhanová
- Theo Tauber
- Dr. Bianca Kesslerová
- Ayda Gerkhanová
- Lilly Gerkhanová
- Dr. Sven Tauber